# Le Mouton enragé
Pour plus de détails, voir Fiche technique et Distribution.
Le Mouton enragé est un film franco-italien réalisé par Michel Deville et sorti en 1974.

## Synopsis
Nicolas Mallet, employé de banque terne, introverti et sans ambition, est résigné à la médiocrité sociale en échange de la sécurité que lui procure son modeste emploi. 
Sous les directives de Claude Fabre, un ancien camarade de lycée aux motivations mystérieuses, il va se transformer en séducteur assuré et en arriviste opportuniste sans objectifs définis. 
Aux lendemains de la crise du pétrole, ce Bel Ami des années 1970 connaît ainsi une remarquable ascension sociale, en s'appuyant exclusivement sur les femmes qu'il séduit presque sans le vouloir, téléguidé par Fabre. 
Allant chercher le pouvoir auprès de ceux qui le régentent, sachant se rendre indispensable, il va réussir - non sans faire de victimes - son ascension et favoriser celle de sa première conquête, au départ simple prostituée. 
A la fin du film, dépassé par la réussite insolente de sa marionnette, Fabre subira les conséquences de cette ascension fulgurante par procuration.

## Fiche technique
- Titre : Le Mouton enragé
- Réalisation : Michel Deville, assisté de Philippe Monnier
- Scénario : Christopher Frank, d'après le roman éponyme de Roger Blondel
- Photographie : Claude Lecomte
- Montage : Raymonde Guyot
- Musique : Camille Saint-Saëns Introduction et Rondo capriccioso en la mineur op 28 ; orchestre dirigé par André Girard
- Costumes : Simone Baron
- Production : Leo L. Fuchs
- Société de production : Viaduc Productions (Paris), T.R.A.C. (Rome)
- Pays de production :  France,  Italie
- Format : couleur
- Genre : comédie dramatique
- Durée : 105 minutes
- Date de sortie : 
  - France : 13 mars 1974

## Distribution
- Jean-Louis Trintignant : Nicolas Mallet
- Romy Schneider : Roberte Groult
- Jean-Pierre Cassel : Claude Fabre
- Jane Birkin : Marie-Paule Allard
- Florinda Bolkan : Flora Danieli (doublée en français par Martine Sarcey)
- Georges Wilson : Julien Lourceuil
- Henri Garcin : le député Berthoud
- Michel Vitold : Georges Groult
- Christine Boisson : la jeune fille chez Flora Danieli
- Dominique Constanza : Sabine, nièce de Lourceuil
- Jean-François Balmer : Vischenko
- Mary Marquet : Mme Hermens
- Estella Blain : Shirley Douglas
- Betty Berr : Sylvie
- Georges Beller : Jean-Mi
- Gisèle Casadesus : Mme Lourceuil
- Carlo Nell : un serveur
- Léonie Collet : Denise
- Adrienne Servantie
- Annick Blancheteau
- Renée Legrand (?) : une speakerine en télé.
- Frédéric Nord : le patron du bistrot
- Jacques Verlier (l'homme barbu qui s'adresse à Florinda Bolkan)

## À noter
- Dernier rôle au cinéma de l'actrice Estella Blain. Elle tournera toutefois quelques téléfilms supplémentaires avant de se suicider.
- Beaucoup de scènes du film furent tournées au Bistrot La Renaissance, 112 rue Championnet, à Paris XVIIIe.

Parmi les autres lieux de tournage : le 6e arrondissement de Paris, le 7e arrondissement de Paris, le 16e arrondissement de Paris, le 17e arrondissement de Paris et à Thoiry (séquence du zoo), Cormeilles-en-Vexin et Bougival. Les prises de vues ont débuté le 24 septembre 1973.